# Юї (фортеця)
Цитадель Юї (фр. Citadelle de Huy) або форт Юї (фр. Fort de Huy), відомий у місцевих жителях як Замок (валлон. Li Tchestia) — фортеця, розташована у валлонському місті Юї в провінції Льєж, Бельгія. Форт займає підвищену позицію в місті з видом на стратегічну річку Маас. Разом із Дінаном, Льєжем і Намюром Цитадель Юї є частиною так званих Цитаделей Маасу.
Місце цитаделі було укріплено з 9 століття, і на цьому місці були побудовані різні споруди. Нинішній форт датується 1818 роком під час правління голландців у Бельгії, будівництво тривало п'ять років. Цитадель часто використовувалася для розміщення політичних в'язнів. У 19 столітті члени революційного Бельгійського легіону були ув'язнені після невдалого вторгнення до Бельгії в Ріскон-Ту в 1848 році. Під час німецької окупації Бельгії під час Другої світової війни в цитаделі утримувалися шість тисяч бельгійських політичних в'язнів, у тому числі комуніст Жюльєн Лао, і багатьох пізніше відправили до концентраційних таборів у Німеччині.